# Wiesław Barnat

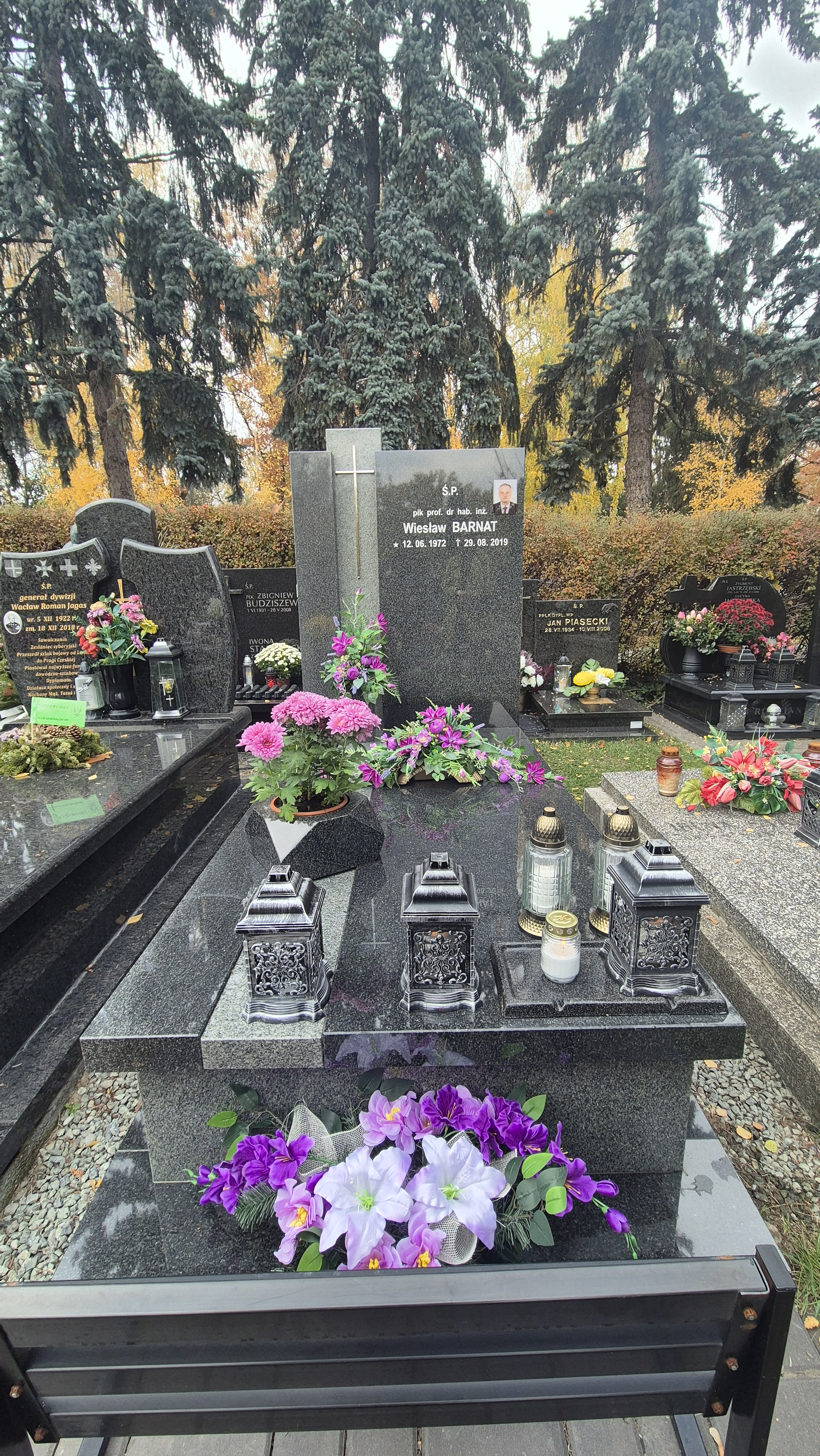
Grób Wiesława Barnata na Cmentarzu Wojskowym na Powązkach

Wiesław Barnat (ur. 12 czerwca 1972 w Lubaniu, zm. 29 sierpnia 2019 w Warszawie) – pułkownik rezerwy Wojska Polskiego, profesor belwederski doktor hab. inżynier nauk technicznych w zakresie mechaniki, profesor nadzwyczajny Wojskowej Akademii Technicznej.
Był zatrudniony w Katedrze Mechaniki i Informatyki Stosowanej Wydziału Mechanicznego Wojskowej Akademii Technicznej im. Jarosława Dąbrowskiego w Warszawie. W 2018 roku otrzymał tytuł naukowy profesora oraz ukończył studia podyplomowe Executive Master of Business Administration (EMBA).  Jako samodzielny pracownik naukowy miał ogromny wkład w rozwoju dziedziny naukowo-mechanicznej oraz militarnej. Spoczywa na Cmentarzu Wojskowym na Warszawskich Powązkach.

## Życiorys
Absolwent Liceum Zawodowego przy Zespole Szkół Zawodowych im. Kombatantów Ziemi Lubańskiej w Lubaniu o specjalności mechanik naprawy maszyn i urządzeń oraz Wydziału Mechanicznego Wojskowej Akademii Technicznej w Warszawie. Podczas nauki w Wojskowej Akademii Technicznej studiował według indywidualnego programu nauczania pod kierunkiem płk prof dr hab inż Mariana Dacko, jednego z prekursorów polskiej szkoły Metody Elementów Skończonych oraz jednego z twórców oprogramowania WAT-KM. W latach 1993–1996 był członkiem Koła Naukowego Mechaników – Koła Naukowego Studentów WAT. Po ukończeniu Wydziału Mechanicznego dowódca plutonu w Wojskowej Akademii Technicznej, od 1997 inżynier na Wydziale Mechanicznym, od 2001 asystent naukowo-dydaktycznego na Wydziale Mechanicznym WAT, od 2003 adiunkt naukowy w WAT. Przewodniczący Rady Naukowej periodyku „Ilustrowany Magazyn Wojskowy ARMIA”.
W 2001 praca doktorska (pt.: Numeryczna analiza naprężeń docisku i stateczności tarcz w sprzęgłach czołgowych skrzyń biegów) poświęcona zjawisku utraty stateczności tarcz sprzęgłowych pod wpływem niejednorodnych pól temperatur. Praca doktorska powstała we współpracy z przemysłem obronnym ZM Bumar Mikulczyce S.A. i zaowocowała wdrożeniami.
W 2011 praca habilitacyjna (pt.: Wybrane problemy energochłonności nowych typów paneli ochronnych obciążonych falą wybuchu) dotyczyła zwiększenia ochrony biernej żołnierzy w pojazdach narażonych na ataki terrorystyczne. W wyniku pracy powstały wdrożenia przemysłowe w postaci deflektorów dla pojazdów rodziny Żubr z AMZ-Kutno.
Wiesław Barnat zajmował się (wraz ze współpracownikami) analizami numerycznymi (z weryfikacją eksperymentalną) konstrukcji militarnych. W swoich pracach skupiał się m.in. nad ochroną załóg pojazdów na wybuchy, odpornością balistyczną, odpornością na odłamki (tzw. zjawisko sprzężone), optymalizacją konstrukcji ram pojazdów szczególnie oddanych obciążeniom impulsowym (od strzału), pływalnością pojazdów specjalnych. Dodatkowo zajmował się ochroną indywidualną żołnierzy w aspekcie nożo i igłoodpornosci. Uczestniczył w pracach nad wagonem do przewozu naczep samochodów typu TIR, barierami drogowymi oraz poduszkami stosowanymi w rozjazdach autostrad (praca realizowana wspólnie z IBDIM) oraz modelowania wspólnie z SGSP trudnych zjawisk dynamicznych (zapłonu i samozapłonu pyłów).
Wiesław Barnat bardzo aktywnie uczestniczył także w pracach strategicznego przeglądu obronnego w ramach IV zespołu pozamilitarne przygotowanie obronne Rzeczypospolitej Polskiej (2016-2017), będąc członkiem Zintegrowanego Zespołu Zadaniowego Programu Pancernego działającego przy Inspektoracie Uzbrojenia dla pojazdu BORSUK (od roku 2013), członkiem Zintegrowanego Zespołu Zadaniowego Programu Pancernego działającego przy Inspektoracie Uzbrojenia dla pojazdu GEPARD (od roku 2013) oraz należał od roku 2012 do zespołu eksperckiego przy OBRUM Gliwice pracującego nad Bojowym Wozem Piechoty na Uniwersalnej Modułowej Platformie Gąsienicowej.
Wiesław Barnat był głównym wykonawcą oraz kierownikiem projektów badawczo -rozwojowych realizowanych na potrzeby Ministerstwa Obrony Narodowej oraz Ministerstwa Spraw Wewnętrznych i Infrastruktury.
W trakcie swojej kariery naukowej Wiesław Barnat był promotorem 9 przewodów doktorskich.
W 2018 roku ukończył studia podyplomowe Executive Master of Business Administration (EMBA).
8 listopada 2018 roku uzyskał tytuł profesora nauk technicznych. 6 listopada 2019 roku żona zmarłego odebrała akt nadania tytułu profesora z rąk Prezydenta Rzeczypospolitej Polskiej Andrzeja Dudy.

### Członkostwo w organizacjach
- Członek Komitetu Naukowego European KONES (od 2007).
- Członek Stowarzyszenia Inżynierów i Techników Komunikacji (od 2009).
- Członek Polskiego Stowarzyszenia Naukowego Recyklingu (od 2009).
- Członek Polskiego Towarzystwa Metod Komputerowych Mechaniki (od 2010).
- Szef Rady Programowej Militarnego Magazynu ARMIA (od 2008).
- Członek Państwowego Zasobu Kadrowego
- Uczestnik posiedzeń komitetu offsetowego (od 2008 do 2010).
- Członek Zarządu I oddziału Związku Polskich Spadochroniarzy w Warszawie
- Członek Stowarzyszenia Dam i Kawalerów Orderu Świętego Stanisława

## Odznaczenia
- Złoty Krzyż Zasługi (2019) za osiągnięcia w dziedzinie naukowo-dydaktycznej (pośmiertnie)[1]
- Srebrny Krzyż Zasługi (2011)[2]
- Medal Srebrny za Długoletnią Służbę za wzorowe, wyjątkowo sumiennie wykonywanie obowiązków wynikających z pracy zawodowej.
- Srebrny Medal „Siły Zbrojne w Służbie Ojczyzny”
- Złoty Medal „Za zasługi dla obronności kraju”
- Srebrna Odznaka „Zasłużony dla Ochrony Przeciwpożarowej”
- Medal Komisji Edukacji Narodowej (2012)
- Odznaka honorowa „Za Zasługi dla Turystyki” (2011)
- Odznaka honorowa „Za Zasługi dla Ochrony Środowiska i Gospodarki Wodnej” (2018)[3]
- Medal „Pro Patria” (2012)
- Medal „Pro Memoria” (2005)
- Srebrny Medal Opiekuna Miejsc Pamięci Narodowej (2011)
- Złota Odznaka Honorowa Polskiego Czerwonego Krzyża II stopnia (2009)
- Złoty Znak Związku Ochotniczych Straży Pożarnych Rzeczypospolitej Polskiej
- Złoty Medal „Za Zasługi dla Pożarnictwa”
- Brązowa Odznaka Honorowa „Podlaski Krzyż Floriański” (2015)
- Komandoria Missio Reconciliationis (2009)
- Medal „Za zasługi w krzewieniu wiedzy obronnej” (TWO, 2011)
- Order Virtuti Civili I Klasy (Związek Legionistów Polskich, 2016)
- Srebrny Krzyż Zasługi OW PTTK (2010)
- Złoty Medal im. gen. Józefa Sowińskiego (2011)
- Odznaka honorowa „Za Zasługi dla Związku Kombatantów RP i Byłych Więźniów Politycznych”
- Krzyż Komandorski Powstania Poznańskiego Czerwca 1956 r. (2012)
- Odznaka Honorowa im. Krystyny Krahelskiej – Pamięci Powstania Warszawskiego (2011, TPW)
- Krzyż Wielki Orderu Świętego Stanisława
- Medal Companione Orderu Korony Cierniowej „L’Ordre Souverain, Chevaleresque, Nobilaire et Religieux de la Couronne d’Epines” (2014, Abbey-Principality of San Luigi)
- Krzyż Wielki Zakonu Świętego Łazarza „Knight Grand Cross in the category Grace of the Military and Hospitaller Order of Saint Lazarus of Jerusalem” (2017, The Souvereign Ecumenical Protectorate of Apostolic Eastern Orthodox Church)
- Donat III Klasy Zakonu Świętego Łazarza „Donat Cross 3rd class of the Military and Hospitaller Order of Saint Lazarus of Jerusalem” (2017, The Souvereign Ecumenical Protectorate of Apostolic Eastern Orthodox Church)
- Krzyż Rycerza Wielkiego Oficera Zakonu Templariuszy „Knight Grand Office – Honorauble of the Supreme Military Order of the Temple of Jerusalem” (2019, The Souvereign Ecumenical Protectorate of Apostolic Eastern Orthodox Church)
- Krzyż Rycerza Zakonu Joannitów „Knight in the category Grace of the Military Order of Knights of St. John of Jerusalem” (2019, The Souvereign Ecumenical Protectorate of Apostolic Eastern Orthodox Church)

## Publikacje
Autor i współautor wielu opracowań poświęconych głównie czołgom i ciężkiemu sprzętowi wojskowemu, m.in.:
- Dariusz Użycki, Wiesław Barnat, Abrams, 2005, ISBN 83-88920-07-3.
- Wiesław Barnat, Jarosław Kończak, Karol Chodkiewicz, T72, 2006, ISBN 978-83-88920-34-9.
- Dariusz Użycki, Wiesław Barnat, AMX Leclerc, 2005, ISBN 83-88920-01-4.
- Wiesław Barnat, Wybrane problemy energochłonności nowych typów paneli ochronnych obciążonych falą wybuchu, Warszawa 2010, ISBN 978-83-61208-52-5.
- Wiesław Barnat, Wybrane zagadnienie ochrony życia i zdrowia załóg pojazdów przed wybuchem, Warszawa 2011, ISBN 978-83-933253-2-0.
- Wiesław Barnat, Wybrane zagadnienia oddziaływania wybuchu min i improwizowanych urządzeń wybuchowych (IED) na załogę pojazdów specjalnych, Wydawnictwo WAT, Warszawa 2016, ISBN 978-83-7938-095-4.
- Niełaczny M., Barnat W., Kapitaniak, T., Dynamics of the Unicycle, Modelling and Experimental Verification, ISBN 978-3-319-95384-7, Springer 2018

Publikacje w recenzowanych czasopismach z listy filadelfijskiej i posiadających IF
1. Barnat W., Numerical examination on the influence of headrest use on the body of a soldier in a vehicle loaded with side load, Eksploatacja i Niezawodność – Maintenance and Reliability, 2015, 17, 4, 20 pkt., IF = 1,248,
2. Barnat W., Validation of the pressure wave model in the aspect of special structures endurance, Bulletin of the Polish Academy of Science Technical Science, 2015, 63, 3, 707-716, 20 pkt., IF = 1,087,
3. Barnat W., Experimental and numerical study of influence of incidence angle of shock wave created by explosive charge on the steel plate, Bulletin of the Polish Academy of Sciences – Technical Sciences, 2014, 62, 1, 151-163, 25 pkt., IF = 0,914,
4. Barnat W., Environmental influences on propagation of explosive wave on the dynamic response of plate, Bulletin of the Polish Academy of Sciences – Technical Sciences, 2014, 62, 3, 423-429, 25 pkt., IF = 0,914,
5. Barnat W., Numerical and experimental investigation on internal membrane pressure wave inside sealed structure, Bulletin of the Polish Academy of Sciences, 2013, 61, 3, 613-621, 25 pkt., IF = 1,000,
6. Sokołowski D., Barnat W., Numerical and experimental research on the impact of the twaron t750 fabric layer number on the stab resistance of a body armour package, 2016, Fibres & Textiles in Eastern Europe, DOI: 10.5604/12303666.1172090, 24, 1(115), 78-82, j. angielski, 25 pkt, IF = 0,566,
7. Salamonowicz Z., Kotowski M., Półka M., Barnat W., Numerical simulation of dust explosion in the spherical 201 vessel, Bulletin of the Polish Academy of Science Technical Science, 2015, 63, 1, 289-293, 20 pkt., IF = 1,087,
8. Barnat W., Sokołowski D., Gieleta R., Bogusz P., Numerical and experimental studies of material propertis of special – purpose material twaron T750, Fibres & Textiles in Eastern Europe, 2015, 23, 4 (112), 33-38, 25 pkt. IF = 0,566,
9. Barnat W., Sokołowski D., Gieleta R., Numerical and Experimental Research on Stab Resistance of a Body Armour Package, Fibres & Textiles in Eastern Europe, 2014, 22, 6 (108), 90-96, 20 pkt., IF = 0,667,
10. Salamonowicz Z., Kotowski M., Półka M., Barnat W., Oznaczanie charakterystyk wybuchowości obłoków pyłu przy wykorzystaniu modelowania numerycznego za pomocą CFD, Przemysł chemiczny, 2014, 93, 5, 692-696, 15 pkt., IF = 0,399.